# Sasa Uruschadse

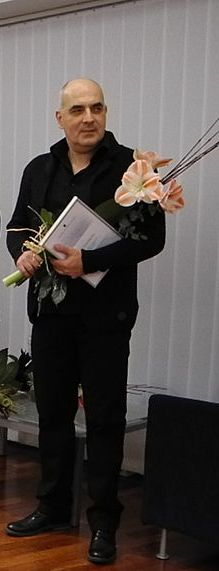
Sasa Uruschadse 2014

Sasa Uruschadse (georgisch ზაზა ურუშაძე; * 30. Oktober 1965 in der Georgischen SSR; † 7. Dezember 2019) war ein georgischer Regisseur und Drehbuchautor.

## Leben
Sasa Uruschadse wuchs als Sohn des bekannten sowjetischen Torwarts Ramas Uruschadse auf. Von 1982 bis 1988 besuchte er die Shota Rustaveli Theatre and Film University in Tiflis. Sein Debütwerk wurde der Film Mattvis vints mamam miatova (1989). Es folgten Ak tendeba (1998), Sami Sachli (2008) und Bolo Gaeirneba. Im Jahr 2013 erschien sein Film Tangerines, der ihn auch international bekannt machte. Der Film wurde bei der Oscarverleihung 2015 als bester fremdsprachiger Film nominiert. Tangerines spielt im Krieg in Abchasien 1992–1993 und beschreibt, wie die Hauptperson zwei verletzte, eigentlich gegnerische, Soldaten aufnimmt und pflegt. Mit dem Film gewann Uruschadse unter anderem im Jahr 2013 den Regiepreis des Internationalen Filmfestivals Warschau.

## Filmografie (Auswahl)
- 1989: Mattvis vints mamam miatova
- 1998: Ak tendeba
- 2008: Sam Sakhli
- 2012: Bolo gaseirneba
- 2013: Tangerines (Mandariinid)
- 2017: The Confession
- 2019: Anton